# Frederick Howard Churchill Rogers
Frederick Howard Churchill Rogers, britanski general, * 1896, † 1957.